# Киргадка
Киргадка — река в России, протекает по Даниловскому району Ярославской области. Длина реки составляет 11 км.
Исток реки находится на западной окраине города Данилов, в 1 км к югу от деревни Погорелка, река течёт в западном направлении, в лесной местности населённых пунктов на реке нет. Устье реки находится в 104 км по правому берегу реки Ухра.

## Данные водного реестра
По данным государственного водного реестра России относится к Верхневолжскому бассейновому округу, водохозяйственный участок реки — Рыбинское водохранилище до Рыбинского гидроузла и впадающие в него реки, без рек Молога, Суда и Шексна от истока до Шекснинского гидроузла, речной подбассейн реки — Реки бассейна Рыбинского водохранилища. Речной бассейн реки — (Верхняя) Волга до Куйбышевского водохранилища (без бассейна Оки).
Код объекта в государственном водном реестре — 08010200412110000010126.